# 白衣 (巡礼用品)

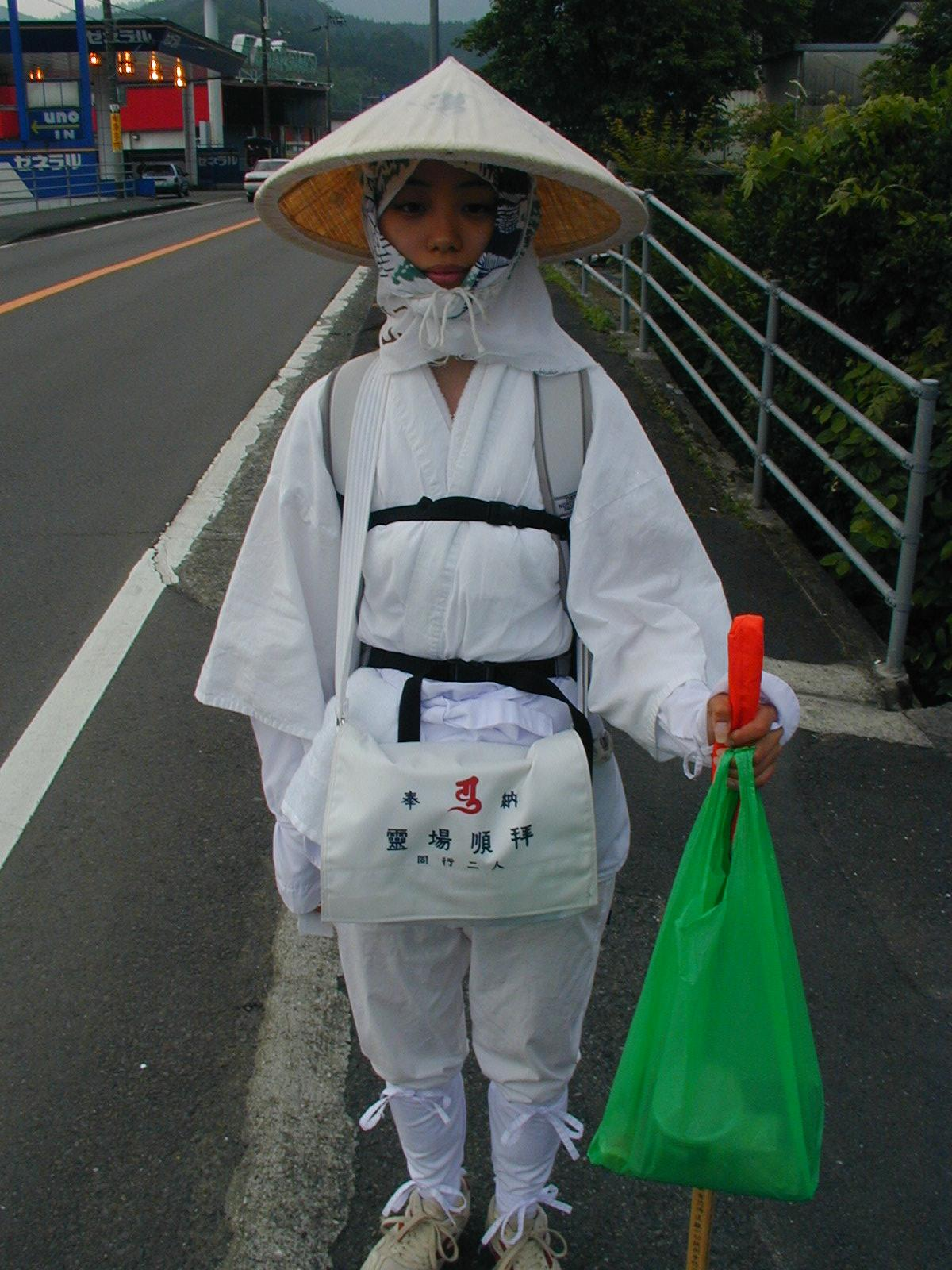
白衣

白衣（びゃくえ）は、霊場巡礼の際に着用する白い上着である。法被と同じように袖の着いたものが普通であるが、ベストのような袖なしのものもある。

## 概要
元来は笈摺（おいづる）といって、昔は巡礼の際に観音像を背負って歩いたが着物が観音様が直に触れてはいけないとして、白い布を間に当てたのが起源となる。白は穢れなき心を表し、様々な悩み、迷い、汚れを落とすという意味も持つ。
その後近代になって、死に装束である経帷子の代わりに着用するという考えが生じた。これは、厳しい旅が続く巡礼中は死と隣り合わせであるから、どこで死んでもそのまま葬ることが出来るように死に装束を着る。または、死に装束で他界（聖なる世界）を行く者であることを象徴し、巡礼者は一度死んだものとして霊場を巡り新たな生を得て蘇る、といった発想に基づくものである。巡礼者が白い手甲と脚半を着けるのも、死に装束に準じているものといえる。
判衣（はんい）は白衣ではあるが、巡礼中に着用するものではなく、札所で朱印を受けるものである。自らや親しい者が亡くなった際に朱印を受けた判衣を死に装束として着用させると極楽へ行けるといわれる。

## 背文字
無地の白衣もあるが、普通は背の中央に縦に文字が入る。観音霊場巡礼の場合には南無観世音菩薩。遍路の場合には弘法大師（空海）の宝号「南無大師遍照金剛」が一般的だが、宗派によって「南無阿弥陀仏」「南無妙法蓮華経」のものを着用する場合もある。